# Chirothrips simplex
Chirothrips simplex är en insektsart som beskrevs av Ian A. Hood 1927. Chirothrips simplex ingår i släktet Chirothrips och familjen smaltripsar. Inga underarter finns listade i Catalogue of Life.